# Districte de Kaladgi
El districte de Kaladgi o districte de Kaladagi fou un districte britànic de vida efímera que va existir entre el 1864 i el 1885 a la presidència de Bombai, avui a Karnataka. La capital era Kaladgi o Kaladagi.
El darrer raja de Satara va morir el 1848 sense hereu mascle i per la doctrina del lapse els seus estats foren annexionats pels britànics. Va quedar repartit entre el districte de Sholapur i el districte de Belgaum. Es va formar finalment un districte separat (1864): el districte de Kaladagi format pels districtes moderns de Bijapur i Bagalkot, (capital Bagalkot) fins que per orde del 18 de juny de 1884 de la presidència de Bombai, el març de 1885 Bijapur va passar a ser capital i el districte va prendre aquest nom (vegeu districte de Bijapur). La superfície era de 14.911 km² i la població de 816.273 el 1872 i de 638.493 persones el 1881 (descens degut a la fam de 1876-1878).